# Turbe de Halil-pacha
Le turbe de Halil-pacha est un mausolée ottoman situé sur le territoire de la ville de Banja Luka, la capitale de la république serbe de Bosnie, en Bosnie-Herzégovine. Construit à la fin du XVIe siècle, il est inscrit sur la liste des monuments nationaux du pays.
Le cimetière près du turbe est également classé.